# Adelpha levona
Espèce
Adelpha levona  est une espèce de papillons de la famille des Nymphalidae, sous famille des Limenitidinae et du genre Adelpha.

## Dénomination
Adelpha levona a été décrit par Stephen R. Steinhauser (d) et Lee Denmar Miller (d) en 1977.

## Écologie et distribution
Adelpha levona est présent en Colombie. 

### Protection
Pas de statut de protection particulier.